# Wilier ZERO
Wilier ZERO je modelová řada jízdních kol, určených pro profesionální a výkonnostní cyklisty a vrcholové sportovce. Italská společnost Wilier Tristina je výrobce jízdních kol od roku 1906.

## ZERO.7
V roce 2011 byl vyvinut první model model řady ZERO s karbonovým rámem o hmotnosti 800 gramů ve velikosti M. Pro tento rám byl vyvinut středový závit BB386, který německý výzkumný ústav Zedler definoval jako nejpevnější na světě. K výrobě bylo použito karbonové vlákno SEI Film. Na kole Zero.7 jezdili závodníci týmu Lampre–ISD, např. Damiano Cunego a Michele Scarponi.
Kolo je v roce 2019 k dispozici ve čtyřech základních barevných kombinacích: night chrome (Z18), černo-červená (Z12), červeno-bílá (Z13), bílo-červeno-modrá (Z15). Firma Wilier umožňuje rovněž individuální barevné kombinace rámu.

## ZERO.6 UNLIMITED
V roce 2016 byl vyvinut další model s označením 6. Karbonový rám vážil 680 gramů. K výrobě bylo použito karbonové vlákno DIALEAD™, vyráběné společností Mitsubishi. Speciální edice kola ZERO.6, které bylo vyrobeno k 110. výročí firmy v počtu 200 ks, byla během deseti dnů vyprodána. Kola byla dodána do: Itálie 39 ks, Francie 22 ks, Španělsko 19 ks, USA 15 ks, Austrálie 15 ks, Benelux 13 ks, Anglie 6 ks, Japonsko 4 ks, ostatní byla dodána zákazníkům do Číny, Kolumbie, Singapuru, Indonésie.
Kolo je v roce 2019 k dispozici v jediné barevné kombinaci: černo-stříbrné (E1), firma Wilier však umožňuje i individuální barevné kombinace.

## ZERO SLR
V roce 2019 byl představen model Zero SLR. Slogan tohoto kola je: „NOTHING WILL BE THE SAME." Model Zero SLR je první ultra lehké závodní kolo s kotoučovými brzdami a plně integrovanými kabely (brzdová lanka, rozvody pro řadící systém přehazovačky a přesmykovač). Výrobce udává váhu rámu 780 gr. ± 5%,  váha přední vidlice 340 gr. ± 5%. Kompletní kolo váží okolo 6,50 kg dle použitých komponent.
Kolo je v roce 2019 k dispozici ve třech základních barevných kombinacích: sametová červená (E3), černá (E4) a admiral modrá (E5). 
Kolo se vyrábí ve 12 variantách s osazením sadami Shimano (DURA ACE DI2 9170, ULTEGRA DI2 8070) a SRAM (RED ETAP AXS DISC 2X12 XDR, FORCE ETAP AXS DISC 2X12 XDR).
Toto kolo používal během Tour de France 2019 cyklistický tým Total Direct Energie.  

## Porovnání poměru hmotnosti / tuhosti
Vysoká hodnota poměru hmotnost / tuhost (anglicky Stiffness to Weight, STW) je synonymum pro výkon v uhlíkových rámech. Zvýšením tuhosti se zvyšuje hmotnost rámu, protože dochází k přidávání materiálu. Snížením hmotnosti dochází k omezení tuhosti, a zvýšení rizika poškození rámu při manipulaci a jízdě. U modelu Zero SLR bylo díky speciální směsi uhlíku, jedinečnému umístění vláken a konstrukční technologii, dosaženo nejvyššího stupně hmotnosti a tuhosti, která překračuje hodnotu STW předchozích modelů ZERO.7 a ZERO.6 o 24%.
| Model    | Vyvinuto | Hmotnost rámu | Tuhost | Poměr hmotnost / tuhost |
| -------- | -------- | ------------- | ------ | ----------------------- |
| Zero.7   | 2011     | 0,799 kg      | 99 Nm  | 123,90 kg / Nm          |
| Zero.6   | 2016     | 0,680 kg      | 90 Nm  | 132,40 kg / Nm          |
| Zero SLR | 2019     | 0,780 kg      | 120 Nm | 153,90 kg / Nm          |

## Galerie

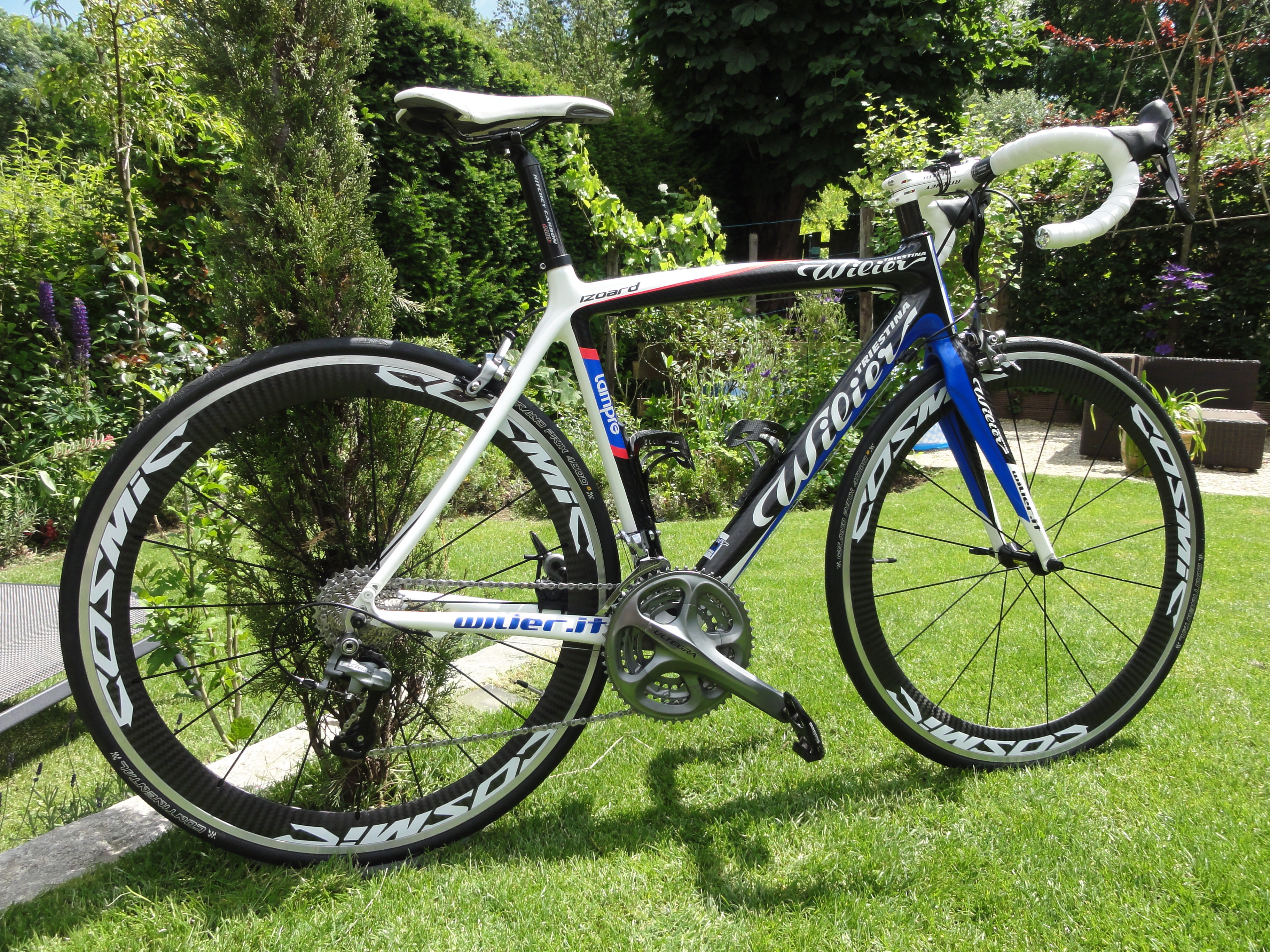
Wilier ZERO.7, model 2012
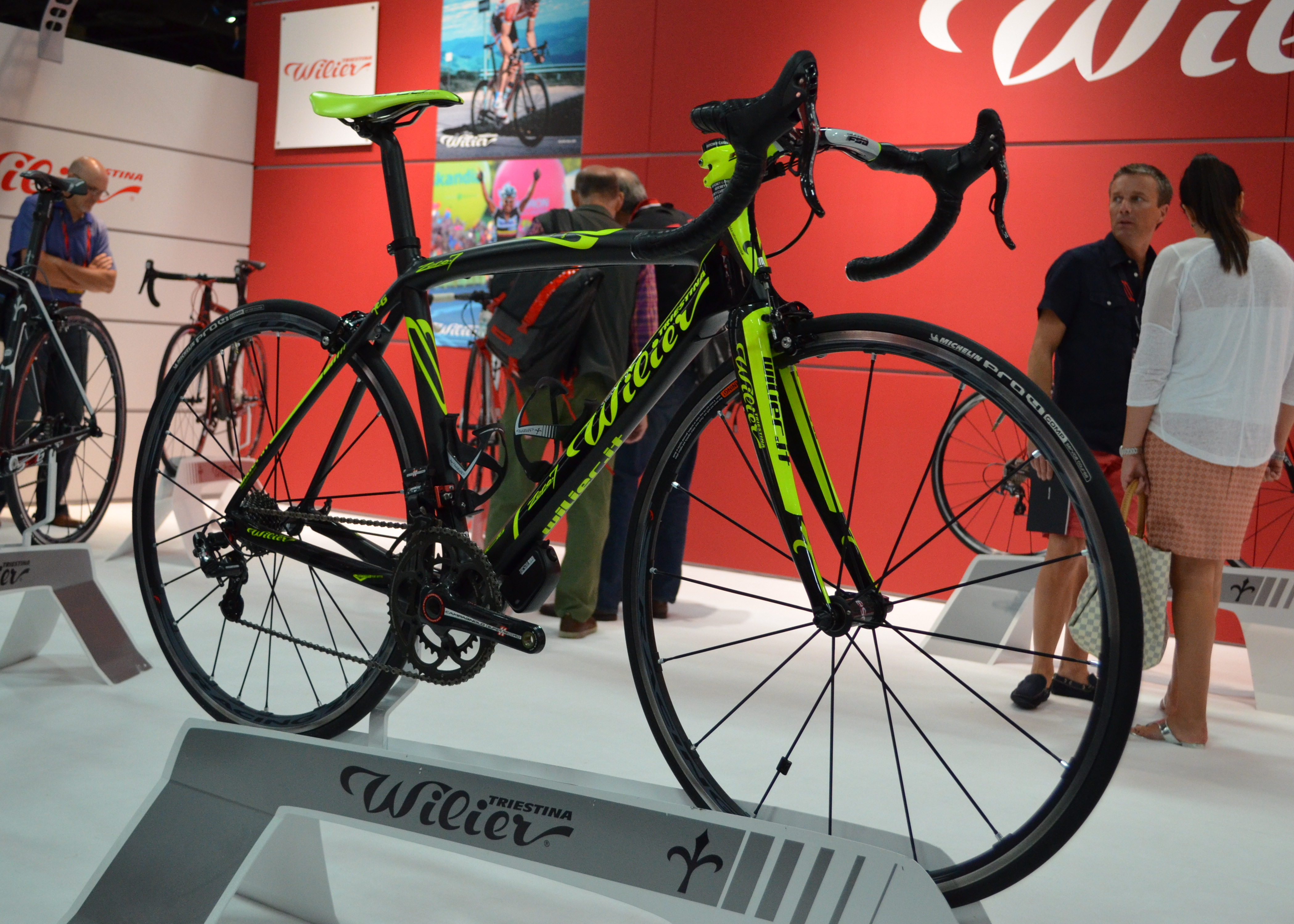
Wilier ZERO.7, model 2014, individuální barevná kombinace pro výstavu
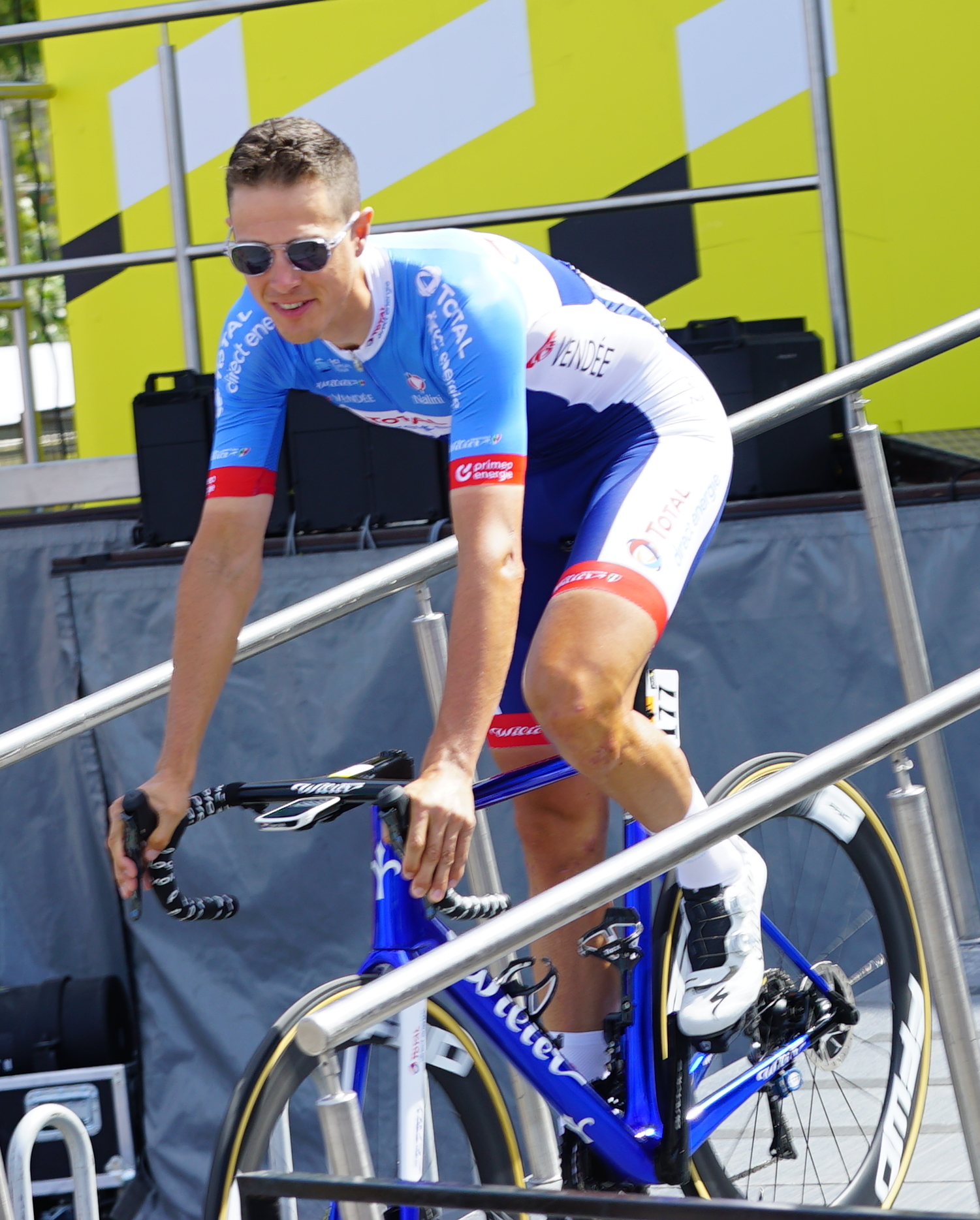
TDF 219, 4. etapa: Niki Terpstra, Remeš na kole Wilier ZERO SLR